# كولابيات
اللَّقَّاط أو كولابيات (الاسم العلمي: Colaptes) هو جنس، في فُصيلة لواءاوات، وضع التسمية العلمية  ويليام سوانسون، وذلك في  1825.

## أصنوفات
الأصنوفات الأدنى لهذا الكائن:
- كود سباركل
- تحديث القائمة

نوع:Andean Flicker 
اسم علمي: Colaptes rupicola

نوع:Black-crowned woodpecker 
اسم علمي: Colaptes atriceps

نوع:Black-necked Woodpecker 
اسم علمي: Colaptes atricollis

نوع:Bronze-winged Woodpecker 
اسم علمي: Colaptes aeruginosus

نوع:Campo Flicker 
اسم علمي: Colaptes campestris

نوع:Chilean Flicker 
اسم علمي: Colaptes pitius

نوع:Colaptes cafer 
اسم علمي: Colaptes cafer

نوع:Colaptes campestroides 
اسم علمي: Colaptes campestroides

نوع:Colaptes cinereicapillus 
اسم علمي: Colaptes cinereicapillus

نوع:Colaptes oceanicus 
اسم علمي: Colaptes oceanicus

نوع:Colaptes rufipileus 
اسم علمي: Colaptes rufipileus

نوع:Crimson-mantled Woodpecker 
اسم علمي: Colaptes rivolii

نوع:Fernandina's Flicker 
اسم علمي: Colaptes fernandinae

نوع:Gilded flicker 
اسم علمي: Colaptes chrysoides

نوع:Golden-breasted Woodpecker 
اسم علمي: Colaptes melanolaimus

نوع:Golden-olive Woodpecker 
اسم علمي: Colaptes rubiginosus

نوع:Green-barred Woodpecker 
اسم علمي: Colaptes melanochloros

نوع:Grey-crowned Woodpecker 
اسم علمي: Colaptes auricularis

نوع:Guatemalan flicker 
اسم علمي: Colaptes mexicanoides

نوع:Northern Flicker 
اسم علمي: Colaptes auratus

نوع:Spot-breasted Woodpecker 
اسم علمي: Colaptes punctigula